# Innerer Punkt

x ist innerer Punkt von S, y ist Randpunkt.

Innerer Punkt sowie Inneres bzw. offener Kern sind Begriffe aus der Topologie, einem Teilgebiet der Mathematik. 
Jedes Element einer Teilmenge {\displaystyle M} eines topologischen Raums {\displaystyle X}, zu dem sich eine Umgebung in {\displaystyle X} finden lässt, die vollständig in {\displaystyle M} liegt, ist ein innerer Punkt von {\displaystyle M}. Die Menge aller inneren Punkte von {\displaystyle M} heißt Inneres oder offener Kern von {\displaystyle M}.
Beispiel: Betrachtet man eine Kreisscheibe als Teil der Ebene, dann sind die Punkte auf dem Rand des Kreises keine inneren Punkte (sondern Randpunkte). Dagegen sind alle Punkte zwischen dem Kreisrand und dem Kreismittelpunkt und der Kreismittelpunkt selbst innere Punkte der Kreisfläche.

## Definition
Sei {\displaystyle M} eine beliebige Teilmenge eines topologischen Raums {\displaystyle X}. Dann ist ein Punkt {\displaystyle x_{0}} aus {\displaystyle M} genau dann ein innerer Punkt von {\displaystyle M}, wenn {\displaystyle M} eine Umgebung von {\displaystyle x_{0}} in {\displaystyle X} ist, d. h. wenn es eine Teilmenge {\displaystyle U\subseteq M} gibt, die {\displaystyle x_{0}} enthält und in {\displaystyle X} offen ist.
Die Menge aller inneren Punkte von {\displaystyle M} heißt Inneres oder offener Kern von {\displaystyle M}; sie ist die größte offene Teilmenge von  {\displaystyle M}. Sie wird üblicherweise mit {\displaystyle M^{\circ }} oder insbesondere in englischsprachiger Literatur mit {\displaystyle \operatorname {Int} (M)} oder {\displaystyle \operatorname {int} (M)} bezeichnet.

## Eigenschaften
- Eine Teilmenge eines topologischen Raumes ist genau dann offen, wenn sie gleich ihrem Inneren ist.
- Das Innere des Komplements ist das Komplement des Abschlusses und umgekehrt:

{\displaystyle (X\setminus M)^{\circ }=X\setminus {\overline {M}}} und {\displaystyle {\overline {X\setminus M}}=X\setminus M^{\circ }}
Das Innere des Komplements heißt auch das Äußere von M. Der Raum X zerfällt also in Inneres, Rand und Äußeres von M.

## Beispiel
Nehme die folgende Menge {\displaystyle M} und die Zahl {\displaystyle a}:
{\displaystyle a} ist ein innerer Punkt von {\displaystyle M}, weil es ein {\displaystyle \epsilon >0} gibt, sodass {\displaystyle (a-\epsilon ,a+\epsilon )} eine Teilmenge von {\displaystyle M} ist:

## Innere Punkte von Intervallen
- Die inneren Punkte des kompakten Intervalls {\displaystyle \left[a,b\right]} sind genau die zum offenen Intervall {\displaystyle \left(a,b\right)} gehörenden Punkte.
- Ebenso sind die inneren Punkte des halboffenen Intervalls {\displaystyle \left[a,b\right)} oder des halboffenen Intervalls {\displaystyle \left(a,b\right]} genau die zum offenen Intervall {\displaystyle \left(a,b\right)} gehörenden Punkte.
- Alle Punkte des offenen Intervalls {\displaystyle \left(a,b\right)} sind innere Punkte.